# Teoria dos corpos
A Teoria dos corpos é um ramo da álgebra abstrata que estuda as propriedades dos corpos. Um corpo é uma estrutura algébrica em que a adição, a subtração, a multiplicação e a divisão são bem-definidas.
Os corpos são importantes objetos de estudo na álgebra visto constituirem uma generalização útil de muitos sistemas de números, como os números racionais, os números reais e os números complexos. Em particular, as regras usuais de associatividade, e comutatividade e distributividade valem.

## História
O conceito de corpo foi usado implicitamente por Niels Henrik Abel e Évariste Galois em seus trabalhos sobre solvabilidade de equações.
Em 1871, Richard Dedekind deu o nome de "corpo" a um conjunto de números reais ou complexos que são fechados para as quatro operações aritméticas.
Em 1881, Leopold Kronecker definiu aquilo a que chamou "domínio de racionalidade", e que hoje é geralmente conhecido como "corpo de polinômios".
Em 1893, Heinrich Weber deu a primeira definição clara de um corpo abstrato.
Em 1910, Ernst Steinitz publicou o influente artigo Algebraische Theorie der Körper (alemão: Teoria Algébrica dos Corpos). Neste artigo ele estuda axiomaticamente as propriedades dos corpos e define conceitos importantes da teoria dos corpos, como corpo primo, corpo perfeito e o grau de transcendência de uma extensão de corpo.
Galois é reconhecido como o primeiro matemático a unificar a teoria dos grupos e a teoria dos corpos, originando a designação teoria de Galois. No entanto, foi Emil Artin quem primeiro desenvolveu a relação entre grupos e corpos de forma mais desenvolvida 1928-1942.

## Tipos de corpos
- Corpo finito
- Corpo ordenado
- Números racionais
- Números reais
- Números complexos
- Corpo de números algébricos
- Números algébricos
- Corpo quadrático
- Corpo ciclotômico
- Corpo totalmente real
- Corpo formalmente real
- Corpo real fechado
- Corpo de frações